# El Pont de la Gleva
El Pont de la Gleva és un pont del monumentalisme academicista de les Masies de Voltregà (Osona) inclòs a l'Inventari del Patrimoni Arquitectònic de Catalunya.

## Descripció
És un pont de sis arcades, quatre amb trams de volta més amples -al centre- i dues de tram més curt -als extrems- sostinguts per pilars, recoberts per una filada de carreus de pedra regulars i polits, assentats sobre unes bases de formigó que es recolzen en la roca del fons del riu. La calçada és asfaltada i de dos carrils, i està delimitada per una barana de brèndoles, també de formigó.

## Història
El Santuari de la Gleva està situat davant del riu Ter, i prop d'una important cruïlla de carreteres que porten a Vic, Manlleu, Sant Hipòlit de Voltregà i Torelló. El riu Ter es passava amb barca fins que el 1894, i degut a un greu accident en que va morir el barquer i sis persones que viatjaven amb ell a la barca, es va construir un pont que comunica per carretera la Gleva i Sant Hipòlit amb Manlleu. Aquest primer pont es destruí el 1939 i es va substituir per una passarel·la provisional que es va endur l'aiguat de 1940. Al final es va construir el pont actual el 1941. Construit per un grup de presos, dins un Batalló de Treball dirigit per militars.